# Будрис, Альгирдас Казевич
А́льгирдас Ка́зевич Будри́с (лит. Algirdas Budrys; 3 марта 1939, дер. Вяртимай Байсогалской волости Радвилишкского района Шяуляйского уезда Литвы)
— литовский кларнетист-виртуоз, педагог, музыкально-общественный деятель. Заслуженный деятель искусств Литовской ССР (1979), доцент (1980), профессор (1985); брат музейщика и искусствоведа Ромуальдаса Будриса и искусствоведа Стасиса Будриса.

## Биография
В 1957 году окончил Каунасскую музыкальную десятилетку по классу кларнета В. Безумаса. В 1963 году окончил Литовскую государственную консерваторию по классу кларнета И. К. Ясенки. С 1963 года преподавал в консерватории. Ещё будучи студентом, работал в оркестре Государственного академического театра драмы, затем в симфоническом оркестре Государственной филармонии.
В 1964—1968 годах учился в заочной аспирантуре при Ленинградской государственной консерватории под руководством В. И. Генслера, а с 1968 года был ассистентом-стажёром (под руководством профессора В. Н. Красавина).
В 1970—1971 годах стажировался в Парижской консерватории в классе профессора Жака Лансло. В 1958—1978 годах был солистом концертмейстером симфонического оркестра Государственной филармонии Литвы, руководителем и участником квинтета духовых инструментов Литовской филармонии.
1972—1975 годы провёл в Каире в качестве профессора-эксперта Высшей национальной консерватории, где вёл активную исполнительскую и методическую деятельность, готовил молодых арабских музыкантов. С 1976 года заведующий кафедрой духовых инструментов Литовской государственной консерватории, с 1980 года — доцент, с 1985 — профессор.
1986—1988 годах — директор и художественный руководитель Государственной филармонии Литвы. В 1992—2012 годах художественный руководитель оркестра духовых инструментов „Trimitas“, с которым участвовал во многих международных конкурсах и фестивалях.
На протяжении своей творческой жизни Альгирдас Будрис выступал с камерными концертами во многих странах мира (США, республики СССР, Канада, Германия, Франция, Финляндия, Норвегия, Австрия, Италия и другие). Многие современные литовские композиторы посвятили ему свои произведения. Большая часть исполненных произведений хранится в фондах Литовского радио (более 150 записей). Записано 9 компакт-дисков.
Автор методических работ для кларнета, сборников пьес, различных переложений для кларнета.

С 1984 года — член Международной ассоциации кларнета.

С 2011 года — профессор, заведующий кафедрой инструментальной музыки Академии музыки Университета Витаутаса Великого.

Его имя значится среди 40 лучших кларнетистов мира (книга П. Вестон „Clarinet Virtuosi of Today“).
Среди многочисленных учеников:
К. Блююс — директор Каунасской консерватории им. Ю. Груодиса;
В. Жемайтис — преподаватель музыкальной гимназии в Каунасе;
А.Талочка — концертмейстер группы кларнетов оркестра Литовской Национальной филармонии, преподаватель Литовской академии музыки и театра и Школы искусств им. М. К. Чюрлёниса, лауреат международных конкурсов;
А. Довейка был концертмейстером группы кларнетов оркестра Литовской Национальной филармонии, оркестра Театра оперы и балета Литвы, преподавателем Школы искусств имени М. К. Чюрлёниса (трагически погиб);
Ю. Чернюс — доцент Литовской академии музыки и театра, концертмейстер и дирижёр оркестра духовых инструментов «Trimitas», артист оркестра Литовской Национальной филармонии, Литовского государственного оркестра, Каирского симфонического оркестра;
П. Нарушис — профессор клайпедского филиала Академии музыки и театра.
А.Пупкявичюс — преподаватель вильнюсской музыкальной школы, бывший заведующий отделением духовых инструментов Вильнюсского музыкального училища им. Таллат-Кялпши (ныне — консерватория);
А. Федотавас — доцент Литовский академии музыки и театра по классу саксофона, участник и лауреат многих джазовых фестивалей;
Д. Кишунас — лауреат международного конкурса имени Е. А. Мравинского и другие.
Некоторое время у маэстро занимался известный саксофонист, джазовый музыкант, лауреат Национальной премии Литвы Пятрас Вишняускас.
Ученик Будриса Мохамед Хамди из Каира, преподает в Каирской академии музыки, выступает как солист-кларнетист с симфоническим
оркестром Каира и оркестром Каирского оперного оркестра уже более двадцати лет.

## Награды и почётные звания
- 1979 — Заслуженный деятель искусств Литовской ССР;
- 1998 — Офицер ордена Великого князя Литовского Гядиминаса;
- 1998 — Премия Правительства Литвы в области культуры и искусства;
- 2009 — Почётный гражданин Радвилишкского края.

## Дискография
- В. А. Моцарт, Квинтет № 6 для кларнета, двух скрипок, альта и виолончели. Исполнители: А. Будрис (кларнет) и Заслуженный государственный квартет ЛССР. Мелодия - 33Д-27671, Мелодия - 33Д-27672. 1970.
- Л. Бетховен, Септет для скрипки, альта, валторны, кларнета, фагота, виолончели и контрабаса op. 20. Исполнители: Э. Паулаускас, Ю. Фледжинскас, А. Рачкаускас, А. Будрис, Ю. Сланкаускас, Р. Куликаускас, З. Жукас. Мелодия - 33Д-030349, Мелодия - 33Д-030350. 1971.
- Произведения А. Онеггера, К. Сен-Санса, Р. Шумана, Н. Ракова, Я. Медыньша для кларнета и фортепиано. Исполнители: Ю. Будрис (кларнет) и С. Эйдуконите (фортепиано). Мелодия - 33Д-032759, Мелодия - 33Д-032760. 1972.
- «Произведения К. В. Банайтиса». Трио для скрипки (Ю. Дварионас), кларнета (А. Будрис) и арфы (Л. Хетагурова). Мелодия — 33D-032978.
- В. А. Моцарт, Концерт для кларнета с оркестром A-dur, K 622. Я. Стамиц, Концерт для кларнета с оркестром B-dur, № 38. Исполнители: А. Будрис (кларнет) и Литовский камерный оркестр п/у С. Сондецкиса. Мелодия - С10-15557-8. 1981.
- И. Брамс, Две сонаты для кларнета и фортепиано. Исполнители: Ю. Будрис (кларнет) и П. Стравинскас (фортепиано). Мелодия - С10-17765-6. 1982.
- Клайпедский брасс-квинтет, А. Будрис, И. Зеленкаускайте, Каунасский биг-бенд. Золотой CD 2006. Lietuvos Muzikų Sąjunga - LMSMBCD — 081.
- Best Lithuanian Performers. К. Стамиц, Концерт № 4 для двух кларнетов с оркестром. В. А. Моцарт, Квинтет для кларнета, двух скрипок, альта и виолончели A-dur. Ф. Мендельсон, Концертная пьеса d-moll № 2 op. 114 для двух кларнетов c оркестром. Исполнители: А. Будрис, М. Декснис (кларнеты), «Камерата Кдайпеда», Струнный квартет им. Чюрлёниса. BOD Group. BODCMF003.
- «Последние записи Раймундаса Катилюса» с участием А. Будриса (кларнет) и С. Окрушко (фортепиано). Bonifa 1131.
- «Vytautas Laurušas. Discorso Concitato». LMIPC CD 044. (С участием А. Будриса)
- Произведения Витаутаса Баркаускаса в исполнении Г. Кремера, Ю. Башмета, А. Будриса, Р. и З. Ибельгауптов, Р. Катилюса, С. Окрушко, Вильнюсского струнного квартета, Р. Зубоваса, С. Зубовене, Литовского камерного оркестра п/у С. Сондецкиса и струнной группы Симфонического оркестра Литовской национальной филармонии п/у Р. Шервеникаса. Вильнюсская студия пластинок. 2001. VSCD-101.
- «Jurgis Juozapaitis, Tower Counterpoints». 2005. LMIPC CD 031. (С участием А. Будриса)
- «Discorsi. David Geringas plays Vytautas Laurušas». Profil Medien GmbH. 2009. (С участием А. Будриса)
- «Lithuanian Music in Context I. Lessons of the Avant-Garde». (На CD I — Б. Горбульскис, Концерт для кларнета и симфонического оркестра; А. Будрис и Литовский национальный симфонический оркестр п/у Б. Дварионаса.) 2011. LMIPC CD 065—066.